# Antonello Venditti
Antonello Venditti, född 8 mars 1949 i Rom, är en italiensk singer-songwriter. Venditti slog igenom på 1970-talet och är känd för sina politiskt och socialt färgade texter, men även för sina sånger om staden Rom och AS Roma, som Venditti stödjer. Han ligger bakom den officiella hyllningssången till laget, Roma Roma, som sjungs av supportrarna före varje match, liksom Grazie Roma, som supportrarna stämmer upp efter varje Roma-seger.
Venditti gav ut sin första skiva, Theorius Campus, 1972. Sedan dess har ett tjugotal album getts ut.